# Plešný
Plešný (tyska: Plissenberg) är en kulle i Tjeckien.   Den ligger i regionen Ústí nad Labem, i den norra delen av landet, 100 km norr om huvudstaden Prag. Toppen på Plešný är 593 meter över havet.